# Aniksosaurus
Aniksosaurus (que significa "lagarto da primavera", uma referência à época do ano em que foi descoberto) foi um gênero de dinossauro que existiu na região em que fica atualmente a província argentina de Chubut. Era  um terópode, especificamente um coelurosauro, que viveu entre as idades do Cenomaniano e Turoniano do período Cretáceo médio (há cerca de 95 milhões de anos).
A espécie-tipo, Aniksosaurus darwini, foi formalmente descrita por Martínez e Novas em 2006, sendo o nome cunhado em 1995. O epíteto específico homenageia Charles Darwin. Os resquícios do tipo foram encontrados na parte inferior do Bajo Barreal, na Formação da Patagônia.
O Aniksosaurus tinha cerca de 2 m de comprimento e é descrito pelos paleontólogos como "mais derivado do que alguns coelurosaurianos basais, como o Compsognathids, Ornitholestes e o Coelurids", porém menos avançado do que celurossauros posteriores, como o Tyrannosaurus e o Oviraptor.